# Vršovice (tvrz)
Vršovická tvrz je zaniklé sídlo v Praze 10. Rozkládala se v místech parkoviště mezi potokem Botič a ulicemi Petrohradská a Vršovická, západně od stadionu Bohemians. V roce 1964 byla zapsána jako kulturní památka. V letech 1971 a 1988 byla nadzemní část zbořena, zasypané zbytky stavby jsou nadále památkově chráněny.

## Historie
Území Vršovic je poprvé zmíněno k roku 1028 v souvislosti s kaplí sv. Maří Magdaleny a až do 14. století vlastnili jeho části různí majitelé.
Tvrz v panském dvoře byla postavena pravděpodobně za vlastnictví Granovských z Granova po roce 1557. První zmínka o ní je v kupní listině z roku 1619, kdy ji dědicové synovce Kašpara Granovského Jana prodali Janu Rudolfovi Trčkovi z Lípy. Již roku 1621 přešly Vršovice s tvrzí na Maxmiliána z Valdštejna a následně je roku 1648 koupil František Karel Matyáš ze Šternberka. Poté zdědili Vršovice i s tvrzí Paarové a spojili je s Nuslemi.
Za druhé světové války byla při náletu zničena střední část dlouhého východního křídla. Ve 2. polovině 20. století byl dvůr přestavěn pro správní účely.
K 22. prosinci 1964 byla tvrz zahrnující objekty čp. 1 (dvůr), 2 (pivovar) a 3 (mlýn) zapsána jako kulturní památka. Nedatovaný evidenční list kulturní památky vzhledem k ojedinělosti typu stavby reprezentující dnes už zcela zastřený sídelní vývoj doporučuje vlastní budovu tvrze bezpodmínečně chránit a po provedení hloubkového průzkumu a vnitřní asanace obnovit pro nějaký důstojný účel. Zároveň konstatuje, že stavba je značně porušená a utopená v dnešním zvýšeném terénu, zdivo je vlhké.
Roku 1971 došlo k částečnému zboření areálu tvrze. Památková ochrana byla omezena na budovu čp. 1. V roce 1984 ministerstvo kultury vydalo předběžný souhlas s upuštěním od památkové ochrany zbytku tvrze. V roce 1986 však ministerstvo kultury návrh na upuštění od památkové ochrany tvrze čp. 1 zamítlo s tím, že v souvislosti s výstavbou tréninkového hřiště TJ Bohemians bude dotčena tvrz v nadzemních částech, ale přízemní část bude zachována v terénu. Roku 1988 pak byl zbytek nadzemní části tvrze v souladu s těmito podmínkami zbořen s tím, že mělo být ponecháno její zdivo do výše náběhu kleneb. Zbytky tvrze a dvora se po této demolici nalézají pod vrstvou navážky a jsou památkově chráněny.
Sondy při zjišťovacím archeologickém výzkumu v roce 2001 potvrdily existenci zasypaného zdiva. Byly zaznamenány zbytky mlýnských náhonů, zasypané sklepy, pozůstatky pivovaru a valounkové dlažby. Mezi další objevy patřil také cenný soubor středověké keramiky.

## Podoba
Tato středověká vodní tvrz stála mezi dvěma rameny Botiče jako součást vrchnostenského dvora v jeho severovýchodní části. Koncem 18. století byla nazývána zámkem. O žádné rozsáhlejší přestavbě ale nejsou informace, jen v polovině 19. století byla obnovena její fasáda. V domě na adrese Vršovická 1/29a (zbořeno) se dlouho dochovalo její středověké zdivo.
Podloží místností bylo pod úrovní dnešního terénu. Tvrz na půdorysu písmene L měla klasickou trojprostorovou dispozici. Přízemí bylo zaklenuto valenými klenbami s výsečemi nad vstupními otvory a okny. Nad hospodářským přízemím se nacházelo plochostropé patro s reprezentačním sálem a soukromými pokoji. Tuto podobu a dispozici měla tvrz až do 20. století. Později prošla několika úpravami, při kterých došlo k některým změnám převážně v interiéru. Prostory v přízemí i v patře rozdělily příčky na více místností, přesto si tvrz udržela renesanční charakter.